# Acrotylus azureus
Acrotylus azureus är en insektsart som beskrevs av Boris Petrovich Uvarov 1929. Acrotylus azureus ingår i släktet Acrotylus och familjen gräshoppor. Inga underarter finns listade i Catalogue of Life.